# Gardelito
Gardelito fue la mascota oficial de la Copa América 1987 que se disputó en Argentina entre el 27 de junio y el 12 de julio de 1987. 

## Características
Gardelito vestía una camisa y una bufanda con los colores de la bandera argentina, zapatos de tacón, al estilo tangero y estaba acompañada de su balón que pisaba con el pie derecho. Tenía una mano a la espalda, y la otra en gesto de amabilidad, al igual que su enorme sonrisa. Su nombre, se deriva del famoso cantante argentino de tango Carlos Gardel, y hace alusión a la cultura porteña.
| Predecesor: no hubo | Mascotas de la Copa América Argentina 1987 | Sucesor: Tico Brasil 1989 |